# Acrotrichis cognata
Acrotrichis cognata är en skalbaggsart som först beskrevs av Matthews 1877.  Acrotrichis cognata ingår i släktet Acrotrichis, och familjen fjädervingar. Arten är reproducerande i Sverige.